# Gert Zimmermann

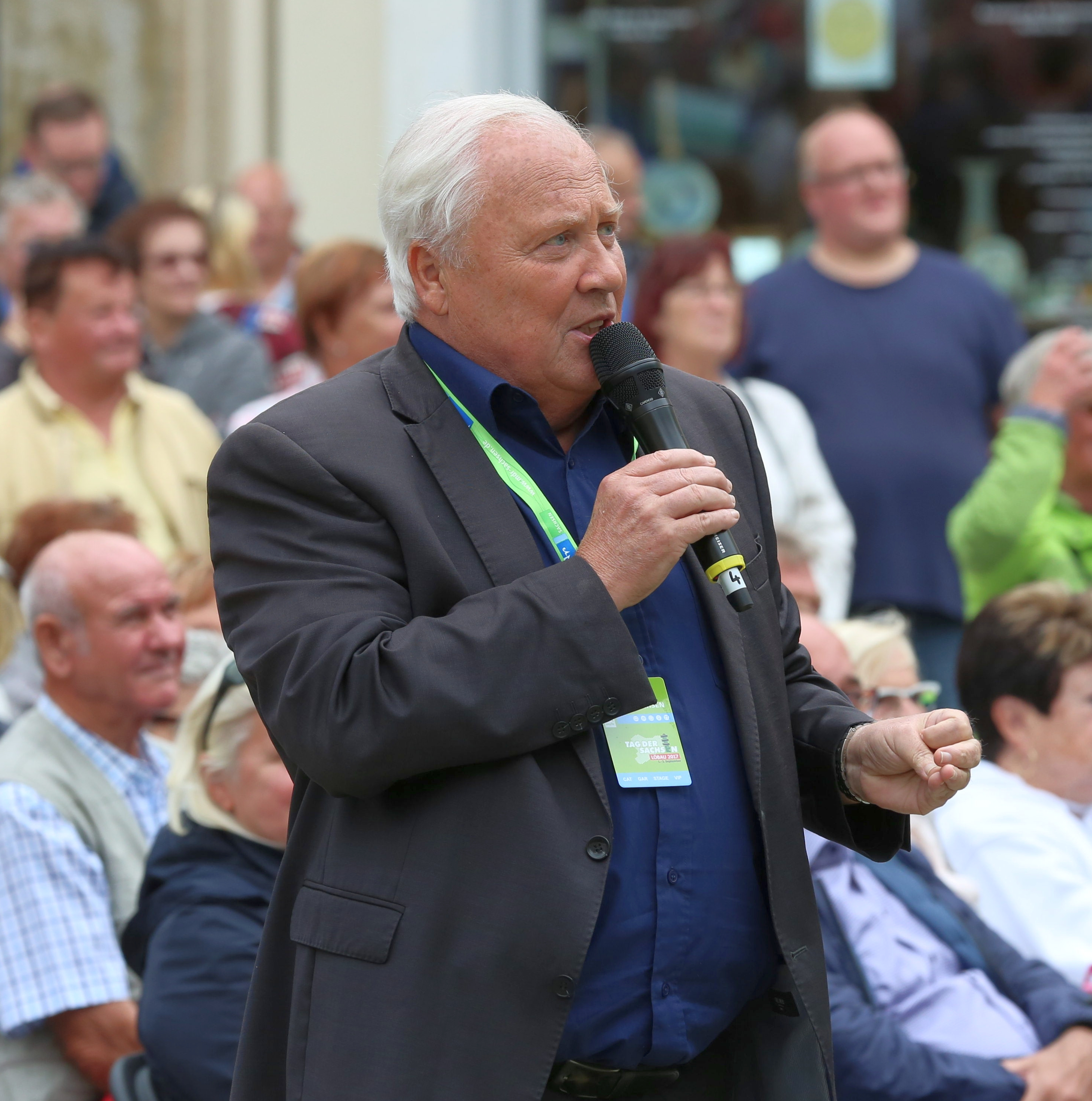
Gert Zimmermann (2017)

Gert „Zimmi“ Zimmermann (* 9. Februar 1951 in Dresden; † 16. Juni 2020 ebenda)  war ein deutscher Sportjournalist. Für MDR 1 Radio Sachsen war er viele Jahre als Sportreporter und Sportchef tätig.

## Leben
Zimmermann absolvierte, inspiriert von Heinz Florian Oertel, Ende der 1960er-Jahre ein Volontariat beim Sender Dresden. Den Berufswunsch, Sportreporter für den Hörfunk zu werden, gab er zunächst auf, da er nicht Mitglied der SED werden wollte. In der Folge war Zimmermann als Kellner im Interhotel Newa in Dresden tätig, ehe er anfing, als Schallplattenunterhalter zu arbeiten. Später berichtete Zimmermann nebenberuflich für die Tageszeitung Die Union über Dynamo Dresden, dessen bekennender Anhänger er zeitlebens war. Bei Dynamo war er zudem von 1988 bis 1991 als Stadionsprecher tätig. Bis zur politischen Wende in der DDR ließ das Ministerium für Staatssicherheit Zimmermann durch insgesamt drei Dutzend inoffizielle Mitarbeiter bespitzeln.
Im wiedervereinigten Deutschland wurde Zimmermann doch noch Sportreporter und bekleidete später das Amt des Sportchefs bei MDR 1 Radio Sachsen. Für den Radiosender berichtete er von der Fußball-Europameisterschaft 1992, der Fußball-Weltmeisterschaft 1994 sowie den Olympischen Winterspielen 2006 in Turin und 2010 in Vancouver. Vorrangig aber war Zimmermann als Hörfunkreporter aktiv und kommentierte die Spiele der sächsischen Fußballvereine. Seinen letzten Einsatz am Mikrofon hatte er am 8. März 2020 beim 2:1-Heimsieg von Dynamo Dresden gegen den FC Erzgebirge Aue in der 2. Bundesliga. Mit der in Zusammenarbeit mit dem Dresdner Anzeigenblatt Wochenkurier entstandenen Kolumne „Zimmis Grätsche“, die auch als YouTube-Kanal betrieben wurde, etablierte Zimmermann zudem eine Kommunikationsformat zwischen Sportprofis und -amateuren.
Zimmermann war verheiratet. Am 16. Juni 2020 erlag er im Alter von 69 Jahren einem Krebsleiden.

## Schriften (Auswahl)
- zusammen mit Uwe Karte: Dynamo Dresden: Das Buch zum Verein; 1953–1993. Thom, Leipzig 1993, ISBN 978-3-9803346-3-1.